# Lista de artistas da Roadrunner Records
| - 36 Crazyfists - 8 Foot Sativa - Airbourne - Alter Bridge - Atreyu - Behind Crimson Eyes - Biffy Clyro - Billy Talent - Brujeria - / Cavalera Conspiracy - CKY - Coheed and Cambria - Delight - Devildriver - Divine Heresy - Down - DragonForce - Dream Theater - Funeral for a Friend Gruntruck - Kiss (Reino Unido e Europa) - Korn - Killswitch Engage - King 810 - Lamb of God - Lenny Kravitz - Lynyrd Skynyrd - Machine Head - Madina Lake - Mastodon - Megadeth - Murderdolls - Motionless In White - Negative (Europa) - Nickelback (Fora do Canadá) - Nightwish - Opeth - Pain - Porcupine Tree - Queensrÿche - Ratt - Rob Zombie - Rush - Sammy Hagar - Satyricon - Shinedown - Silverstein - Slash (Europa apenas) - Slipknot (Menos Escandinávia) - Soziedad Alkoholika - Soulfly - Staind - Stone Sour - Taking Dawn - The Devil Wears Prada - The Wombats - Theory of a Deadman - Trivium - Underoath megadeth |